# Цахурська мова
Цахурська мова (самоназва ЦІаьхна миз) — мова цахурів. Розповсюджена в Рутульському районі Дагестану (13 населених пунктів), а також на півночі Азербайджану (Закатальський та Кахський райони). Кількість носіїв мови цахурської мови в Росії становить 10-11 тис., в Азербайджані приблизно 13тис. Цахурською мовою ведеться навчання в початкових класах, випускається навчальна література.
Перша стаття про цахурську мову вийшла в 1895 році, автором якої став Родеріх  Еркерт. Перший опис граматики мови був виданий в 1913 році Адольфом Дірром. Перший опис фонології зробив Н. Трубецькой в 1931 році. 
В 1934 році А.Н. Генко створив алфавіт для цахурської мови на основі латиниці. Було випущено 8 підручників, але з 1938 року всі видання були припинені. Відновлені вони були тільки в 1989 році, але вже на кирилиці. В Азербайджані діє алфавіт Генко.
В Дагестані цахурською мовою видається газета "Нур".
Цахурський іменник має 18 відмінків. Дієслово має форми однини та множини, а також 7 граматичних форм.